# Samar (Einheit)
Samar war als Volumenmaß ein Fruchtmaß in Georgien. Der Tschetwert war regional unterschiedlich.
- 1 Samar = 1 ½ Tschetwert = 3,1485 Hektoliter
- Achalzych 1 Samar = 1 ½ Tschetwert = 1984 Pariser Kubikzoll = 39,357 Liter[1]